# Tasmanoonops pallidus
Tasmanoonops pallidus là một loài nhện trong họ Orsolobidae.
Loài này thuộc chi Tasmanoonops. Tasmanoonops pallidus được Raymond Robert Forster & Norman I. Platnick miêu tả năm 1985.